# Ruth Barnett
Ruth Barnett MBE (geboren als Ruth Michaelis 23. Januar 1935 in Berlin) ist eine deutsch-britische Pädagogin und Überlebende des Holocaust.

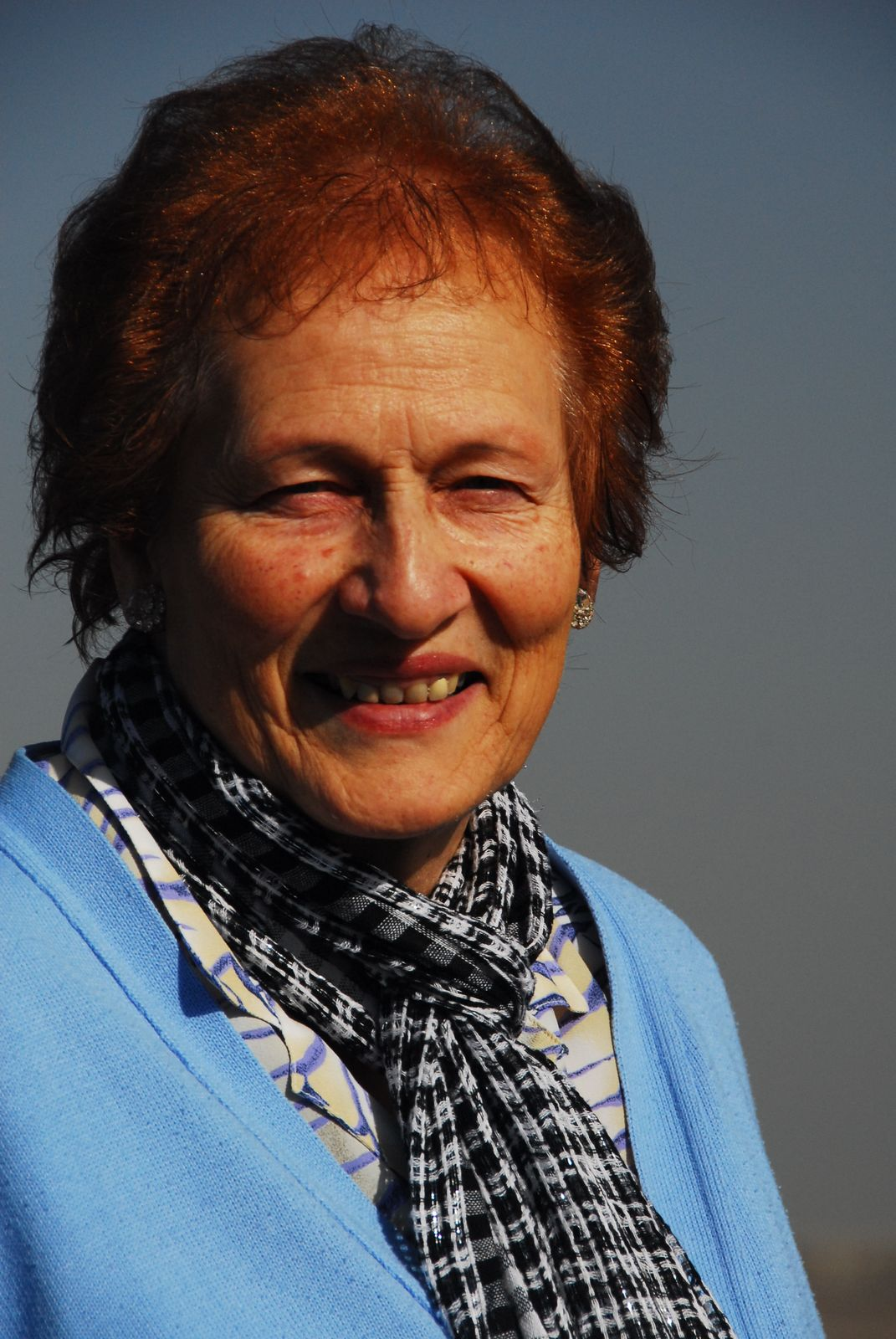
Ruth Barnett (2010)

## Leben
Ruth Emma Clara Louise Michaelis wurde als Tochter des Juristen Robert Michaelis und der Louise Marie Ventzke geboren, sie hatte den Bruder Martin Michaelis (1932–2010). Ihr jüdischer Vater erhielt nach der Machtübergabe an die Nationalsozialisten 1933 ein Berufsverbot, 1935 wurden dem Vater und seinen beiden Kindern auf Grund der Nürnberger Gesetze die deutsche Staatsbürgerschaft entzogen, wegen der nichtjüdischen Mutter galten die Kinder nun als Halbjuden. 1939 beschlossen die Eltern aus Deutschland zu fliehen und brachten vorab die Kinder mit einem Kindertransport in England in Sicherheit. Diese wuchsen in insgesamt drei Pflegefamilien und zeitweise in einem Kinderheim auf. Während die Mutter aus Deutschland nicht wegkam, gelang dem Vater Ende 1939 die Flucht nach Shanghai, er kehrte nach dem Krieg nach Deutschland zurück und sah sich in der deutschen Nachkriegsgesellschaft weiterhin als Jude diskriminiert. Die Eltern beantragten eine Familienzusammenführung, und 1949 kam die ganze Familie am Bodensee wieder zusammen, doch die herangewachsenen Kinder – inzwischen von ihren Eltern entfremdet – kehrten nach kurzer Zeit zu ihren Pflegefamilien nach England zurück.
Ruth Michaelis galt in England als Staatenlose, bis sie an ihrem 18. Geburtstag die britische Staatsbürgerschaft beantragen durfte. Sie studierte an der University of Reading, sie lernte dort Bernard Raymond Barnett kennen, sie heirateten 1958, sie haben drei Kinder. Ruth Barnett arbeitete als Chemikerin in der Industrie, dann als Lehrerin. Sie verfasste Lehrmaterial für Kurse in der Kinderpflege. Barnett wurde schließlich selbständige Psychotherapeutin mit einer Praxis in London.
Nachdem Bertha Leverton 1989 nach 50 Jahren ein Treffen von Kindern der Kindertransporte organisiert hatte, bei dem 1000 Menschen zusammenkamen, engagierte auch Barnett sich in der Aufklärung über politische Gewalt und Vertreibung. Für ihre gesellschaftliche Arbeit zur Erinnerung an den Holocaust wurde sie 2020 als Member of the Order of the British Empire, MBE ausgezeichnet.
Das Leben von Robert Michaelis mit seiner Familie war Vorlage für die Figur des Richters Richard Kornitzer im 2012 erschienenen Roman Landgericht von Ursula Krechel, das Buch erhielt den Deutschen Buchpreis und wurde 2017 für das Fernsehen verfilmt. In der Filmversion spielten Lisa Marie Trense die fünfjährige Selma Kornitzer, Carlotta von Falkenhayn die neunjährige und Julia Kranz die sechzehnjährige. Für die Fernsehausstrahlung produzierte das ZDF zusätzlich eine Dokumentation über die Familie Michaelis. Barnett war mit dem Film als Fiktion sehr einverstanden, sie schrieb dennoch ein Theaterstück, das sich mehr an den Realitäten orientiert, es wurde von ihrem Sohn und dessen Laienspieltheatergruppe 2018 in Liverpool auf die Bühne gebracht, Barnett gab das Textbuch heraus.

## Schriften (Auswahl)
- People making people : child development in context. London : Hutchinson, 1985
- Person of no nationality : a story of childhood loss and recovery. London : David Paul, 2010
  - Nationalität: Staatenlos : die Geschichte der Selbstfindung eines Kindertransportkindes. Vorwort Steven D. Smith. Übersetzung Lukas Guske. Berlin : Metropol, 2016
- Therapeutic Aspects of Working Through the Trauma of the Kindertransport Experience, in: Andrea Hammel; Bea Lewkowicz: The kindertransport to Britain 1938/39 : new perspectives. Amsterdam : Rodopi, 2012
- Jews and gypsies: myths and reality. North Charleston, South Carolina : CreateSpace, 2013
- Love, Hate and Indifference : The Slide Into Genocide. London : National Holocaust Center, 2015
- What price for justice?. Theaterstück, 2018
- WHY WAR?: …a memoir in honour of my parents - a Kindertransport tale. London : Mead-Hill, 2019